# Pilsbryspira leucocyma
Pilsbryspira leucocyma é uma espécie de gastrópode do gênero Pilsbryspira, pertencente a família Pseudomelatomidae.